# John Patrick Shanley

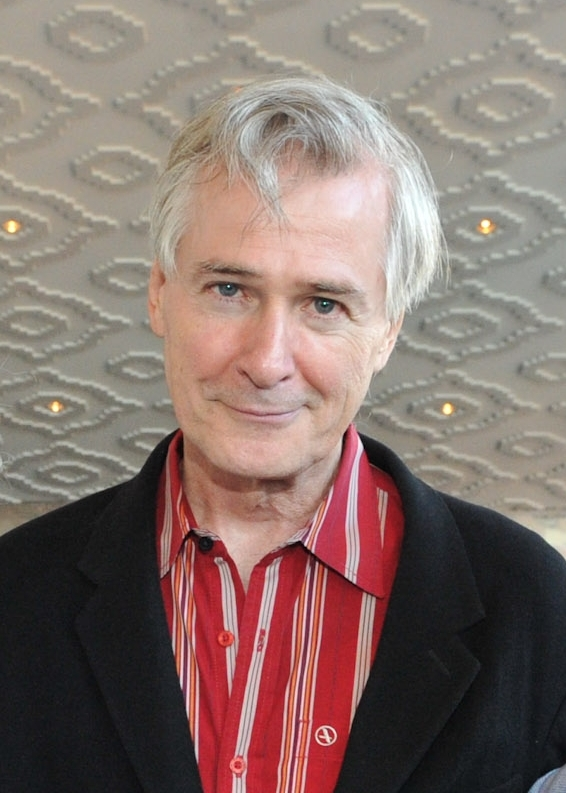
Imagem de John Patrick Shanley.

John Patrick Shanley (n. Bronx, 1950) é um dramaturgo estado-unidense, de origem irlandesa e católica.
Autor de mais de dez argumentos para cinema, Shanley é autor de A Dúvida, obra teatral interpretada em Portugal no ano de 2007 por Diogo Infante e Eunice Muñoz, e adaptada para o cinema por ele mesmo, com a participação de Phillip Seymour Hoffman e Meyrl Streep nos papeis principais.
Recebeu o Prémio Pulitzer de Teatro em 2005 por Dúvida: uma parábola.